# یواس‌اس رویون (آی‌ایکس-۲۳۵)
یواس‌اس رویون (آی‌ایکس-۲۳۵) (به انگلیسی: USS Royone (IX-235)) یک کشتی بود. این کشتی در سال ۱۹۳۶ ساخته شد.